# 山内隆司 (実業家)
山内 隆司（やまうち たかし、1957年（昭和32年）4月2日 - ）は、日本の実業家。ガンバ大阪代表取締役社長。

## 人物・経歴
広島県因島市（現尾道市）生まれ。山口大学を卒業し、1980年松下電器産業（現パナソニック）入社。長年電子部品の営業を担当し、特機本部東京電子部品営業所、インダストリー営業本部関連インダストリー営業所課長を経て、2002年パナソニック インダストリアル マレーシア代表取締役社長に就任。2012年デバイス社マーケティング本部国内営業統括部長。2013年AIS社人事総務センター所長。2015年AIS社インダストリー営業本部長。2016年からガンバ大阪代表取締役社長を務めた。